# 島井町
島井町（しまいちょう）は愛知県名古屋市中川区にある町名。丁番を持たない単独町名である。住居表示未実施。

## 地理
名古屋市中川区の北西部に位置し、東に吉津、西に千音寺、南に服部、北に海部郡大治町に接する。

## 歴史
- 1983年（昭和58年）11月13日 - 中川区富田町大字万場および富田町大字服部の各一部により、同区島井町として成立[5]。

## 世帯数と人口
2019年（平成31年）2月1日現在の世帯数と人口は以下の通りである。
| 町丁   | 世帯数  | 人口  |
| ------ | ------- | ----- |
| 島井町 | 207世帯 | 543人 |

## 学区
市立小・中学校に通う場合、学校等は以下の通りとなる。また、公立高等学校に通う場合の学区は以下の通りとなる。
| 番・番地等 | 小学校               | 中学校                 | 高等学校 |
| ---------- | -------------------- | ---------------------- | -------- |
| 全域       | 名古屋市立万場小学校 | 名古屋市立はとり中学校 | 尾張学区 |

## 交通
- 国道302号（名古屋環状2号線）
- 愛知県道40号名古屋蟹江弥富線
- 愛知県道115号津島七宝名古屋線

## 施設
- 中川警察署 富田交番

## その他

### 日本郵便
- 郵便番号 : 454-0974[2]（集配局：中川郵便局[8]）。